# Alima Dembélé
Gnere Alima Dembélé (Bamako, 20 gennaio 2000) è una cestista maliana.

## Carriera
Con il Mali ha disputato i Campionati mondiali del 2022 e i Campionati africani del 2021.